# Ga Kim Mã
Ga Kim Mã là một trong những nhà ga tàu điện ngầm của Tuyến Văn Miếu, nằm trên tuyến phường Ngọc Khánh, quận Ba Đình, Hà Nội.

## Cấu trúc

### Bố trí ga

#### Tuyến 3
| G                               | Mặt đất                                  | Lối lên xuống                                                                    |
| B1F Tầng trung chuyển           | Tầng 1                                   | Khu bán vé, khu thương mại, khu kỹ thuật, lối lên xuống và cổng soát vé          |
| B2F Tầng ke ga                  | Ke ga 1                                  | ← T3 Tuyến 3 đi Cát Linh (Hướng đi Hà Nội) Chuyển sang T2A Tuyến 2A ở ga kế tiếp |
| Ke ga đảo, cửa sẽ mở ở bên trái |                                          |                                                                                  |
| Ke ga 2                         | T3 Tuyến 3 đi Cầu Giấy (Hướng đi Nhổn) → |                                                                                  |

## Xung quanh nhà ga
- Đại sứ quán Nhật Bản tại Việt Nam
- Đại sứ quán Australia tại Việt Nam
- Lotte Center Hà Nội
- Lotte Mart chí nhánh Lotte Center Hà Nội
- Khách sạn Lotte Hà Nội
- Vincom Center Metropolis
- CGV Vincom Metropolis Liễu Giai
- Khách sạn Daewoo Hà Nội
- Trường Đại Học RMIT cơ sở Hà Nội
- Capital Place Hà Nội
- Vietjet Office Hanoi
- Văn phòng Liên Hợp Quốc tại Việt Nam
- Trường Phổ Thông Thực Nghiệm
- Trường THPT Phạm Hồng Thái
- Trường THCS Thăng Long